# 新日和見主義事件
新日和見主義事件（しんひよりみしゅぎじけん）とは、1970年代初頭に、日本共産党中央委員であった広谷俊二や民主青年同盟中央常任委員であった川上徹らが中心となり、民青同盟中央委員会を拠点として、党の公式路線に反対するための党内秘密組織（分派）を組織した事件である。新日和見分派事件とも呼ばれる。
日本共産党は規約で分派を禁じており、広谷・川上らの分派は1972年5月に党中央によって摘発された。最終的には分派活動に携わったと判断された党員約100名が共産党や民青同盟によって処分に付された。後日、党中央は被処分者のものとする思想傾向を「新日和見主義」と命名し、批判を加えた。これが事件と分派の通称の由来となった。

## 経緯
1972年5月から9月にかけて、日本共産党中央委員会によって、日本民主青年同盟（民青同盟）、全日本学生自治会総連合（全学連）、ジャパンプレスサービス、労働者教育協会、日本平和委員会、労組活動家などの党員約600名が「査問」と称する取り調べを受けた。
「査問」対象者の「罪状」は、「脱党して新組織を立ち上げようとしている疑い」あるいは「共産党の沖縄返還闘争論の理解の誤り」というものから、「組織の金を横領した疑い」など多岐に渡った。のちに共産党指導部は取り調べた者たちを一括して「新日和見主義的傾向」と定義した。中心的人物の一人川上徹は、査問において党に対し自分たち民青中央メンバーが11回大会後の党路線に疑問を持ち、党規約を無視して分派的な会合を持っていたことを自白し、後に著書『素描・1960年代』で、事件発覚後35年を経て事実関係を公表している。
査問の対象者の多くが、批判を受け入れる形で「自己批判文」を提出した。また、あらかじめ身体の拘束について「同意」した旨の署名を書かされ、党中央が主張する「容疑」について否認する者は一週間以上の長期に渡って「拘留」された者も少なくなかった。査問期間中、査問の対象者は一室に事実上軟禁の上、監視下に置かれたことなどは、甚大な人権侵害事件であったという指摘も主に『査問』刊行以後になされた。この事件を機に、事件前に組織の要職にあったほとんどの査問対象者は「現場の一党員」として再出発することを余儀なくされたが、事件摘発の規模の割に直後にこの件をもって共産党を離党した者は少ない。

### 運動は穏健化
この事件で「査問」された人物の中心は、民主青年同盟や民青系全学連の指導者であった。全共闘運動と対決してきた日本共産党系の学生運動の担い手たちが、むしろ暴力的な学生運動の影響を受けて急進化し、場合によっては共産党中央の指導を拒否して学生・青年分野の指導担当者が独自の論理で運動を展開し始めたことに日本共産党中央指導部が強い危機感を持った。「国民の多数派」を獲得して「議会を将来にわたって文字通り国民の意見が正しく反映する場としていく」とすると党中央の「人民的議会主義」の路線に批判的立場だった広谷俊二、川上徹らの分派活動であったとするならば、この摘発・排除自体は議会重視の活動を党路線として再確認したものと言える。
また、広谷俊二、川上徹らは、大会決定への反対意見を抱いていたにもかかわらず党大会に至る正規の全ての党会議で表明したことは事件摘発まで一度もなく、表向きは「民主青年同盟内の規約改定の年齢制限の項に限った反対意見」だと当時は称し、党の議会重視の路線への反発は何年も経過してから表明されたものであった。

### 公安のスパイ
一方、1974年には当時の民青中央常任委員（のち大阪府委員長）が、翌1975年には同じく民青愛知県委員長と、前愛知県委員長が公安警察のスパイであることが発覚した。いずれも、川上徹らによって組織の団結が弱まった所に公安警察が潜入させたものであった。彼らスパイ分派はむしろ地方組織の「新日和見分派」摘発を積極的に進めて信任を深めた。
スパイ分派事件は『赤旗』紙上で写真つき記事で公表された。

## 後日の「関係者」による告発
新日和見主義事件は、査問を経て処分された者の多くがその後も党籍を有していたこともあり、その後あまり話題になることはなかった。1980年代なかばになって、いわゆる「市民派」と共産党との関係が構造改革論とのかかわりをもって問われた際、過去の事例として、かれらの主張が回顧されたことがあった。

### 25年目
1997年になり、事件発覚当時民青同盟中央常任委員であり、各方面分派の中心人物であった川上徹が、自身が党規約違反していた内容は伏せたまま、その体験を市民的感情に訴えるよう綴った『査問』を発表した。この時、川上は共産党機関紙『赤旗』紙上に、自己の経営する「同時代社」の書籍の広告掲載を依頼し、これを断った共産党の対応をも話題としている。
日本共産党は『査問』刊行に対抗して、1998年1月20日付『赤旗』に反論文「『新日和見主義』の分派活動とは何だったか」を掲載。川上徹の著作は、共産党が分派参加者の自己批判と更生に配慮して、分派の具体的な実態や構成員を公表しなかったことを悪用し、事件をあたかも「冤罪」であるように偽っていると批判した。
民青同盟静岡県委員長を罷免された後、27年間沈黙を守っていた油井喜夫も、川上徹の『査問』刊行に呼応して1998年に日本共産党を離党。1999年に『汚名』を、翌年には『虚構』を著した。新日和見主義分派は「宮本式偽造分派基準によるでっち上げ分派」であり、自身は分派結成にはまったく無実であると主張した上で、自らの体験をもとに事件及び日本共産党が行った査問の実態を告発した。
なお、『汚名』出版と同年に、高野孟も自身の個人ウェブサイトで事件の体験を「自分史」の一部として発表した。党本部で1週間にわたる査問の結果、「反省文」の提出をさせられたが、新日和見主義分派とは無関係と認められ解放されたと回顧している。
2001年に出された川上の『査問』文庫版に加藤哲郎は「査問の背景」と題する解説を寄せている。加藤は「党史上最大の人権侵害事件」と評し、ハンセン病元患者への日本政府の対応にもなぞらえた上で、「被害者たちに謝罪するのは、いつになるのであろうか?」と市民社会の論理に従い、川上ら「被害者」に謝罪するよう共産党を諫める論調であった。
これら一連の出版物がジャーナリスティックに取り上げられた。事件を従来言われていた理論問題や分派的活動という党規約違反といった観点から論じるのではなく、分派摘発時の党組織の実態がクローズアップされ、事件は日本共産党の閉鎖的体質が最も顕著に現れたものと位置づけるキャンペーンがなされた。共産党側の反論より、川上らの著作を重視し、彼らを被害者とする論調が十年にわたって主流を占めた。

### 変転する証言（35年目）
川上徹は2007年に『素描・1960年代』を刊行した。そこで民青本部メンバーが実際に分派とみられる諸活動をしていることを明らかにした。
それを読んだ油井喜夫は、『査問』刊行直後の1998年1月20日付『赤旗』紙上での批判が分派の事実関係については正しいものであったこと、川上ら民青本部グループが自分たち民青地方組織の新日和見主義事件連座者にも三十五年間分派の事実を秘匿していたことに衝撃を受け、2008年『実相 日本共産党の査問事件』を刊行し、新日和見主義事件をめぐる動きは新たな段階に入った。油井は「解放区＝民青会館は程度の悪い不満分子の巣窟にすら見える。共産党に指導上の問題や、実情からかけ離れた六中総決議もあった。しかしこころ派分派も民青をおかしくしたと言えないか?」（p239）と川上らを強く批判している。